# Asega
Asega is het Oudfriese woord voor wetskenner en rechtspreker (een soort rechter). De asega was in de Friese gewesten in de hoge middeleeuwen (en vermoedelijk al eerder) de voorzitter en adviseur van het gerecht. In tegenstelling tot een moderne rechter sprak hij geen oordeel uit over de feiten, maar alleen over de bestaande rechtsregels en de toepassing daarvan. Het oordeel lag in handen van de ommestand (de aanwezige dinggenoten), later vooral van de bijzitters van het gerecht. Etymologisch bestaat het woord asega uit de bestanddelen  a- ('wet') en -sega ('spreker'). De asega is dus spreker van het recht, vergelijkbaar met de wetspreker (lagmann, lögsagumaður) in Scandinavië.

## Oorsprong
De kuststreken van de Hollandse kust tot aan de Wezer lag de rechtspraak in de 10e en 11e eeuw in handen van de schout (als vertegenwoordiger van de graaf) en de asega (als vertegenwoordiger van de rechtsgemeenschap). Of het ambt van asega al eerder bestond, valt niet met zekerheid te zeggen. Historici en oudheidkundigen hebben hier - aan de hand van de sage van de twaalf asega's - volop over gespeculeerd en zelfs gemeend dat de asega een opvolger zou kunnen zijn van een heidense godheid.
De asega bekrachtigde het oordeel dat de ommestand had geveld, de schout voerde het vonnis uit en zorgde er als 'rechtsvorderaar' voor dat de rechtzitting vreedzaam verliep. Westerlauwers Friesland kende een tijdlang in plaats van de schout de functie van de frana, een invloedrijke hoofdeling die namens de bisschop van Utrecht en later ook de graaf de orde handhaafde.
Het Oudfriese procesrecht had weinig aandacht voor de feiten, meer voor formele procedures zoals het aantal eedshelpers dat de partijen konden oproepen. Alleen als de rechtsbronnen twijfel lieten over het oordeel kon de asega zich ook met het vonnis bemoeien. Het oordeel van de ommestand ging echter boven de uitspraak van de asega.
De asega werd vermoedelijk gekozen uit de kring van grootgrondbezitters. Hij moest zweren de bestaande wetten te handhaven, waarvan de Zeventien Keuren en Vierentwintig Landrechten de belangrijkste waren. Ook moest hij kennis hebben van eerdere uitspraken (de jurisprudentie) die werden toegevoegd aan de bestaande rechtsregels. Die werden vanaf de 12e eeuw op schrift gesteld, bijvoorbeeld in het beroemde Asegaboek uit Rüstringen, dat in 1805 door de Oostfriese historicus Tileman Dothias Wiarda werd uitgegeven.
De functie van de asega wordt veelvuldig genoemd in de Oudfriese wetten, die vanaf de 12e eeuw te boek werden gesteld. In Friesland wordt de functie tevens vermeld in het Oudere Schoutenrecht, waarvan de datering echter omstreden is. Recent onderzoek dateert het Schoutenrecht in de eerste helft van de veertiende eeuw.

## Veranderende rol
In de late middeleeuwen verdween de functie van asega, mogelijk door de opkomst van autonome kustdistricten (Landesgemeinden) die zich onafhankelijk verklaarden van het hogere gezag. De taak van de asega's werd in Oost-Friesland overgenomen door de landrechters, redgers of redjeven ('raadgevers' of 'raadsheren', consules), die tevens het landsbestuur vormden.
In Westerlauwers Friesland speelde daarnaast de groeiende invloed van de Hollandse graaf (tot 1345) een belangrijke rol. Typerend voor de nieuwe rechtsorde, zo stelt Paul Nooman, zijn de inrichting van een gerechtplaats, het opbouwen van bewijslast en het optreden van door twaalf ‘kroongetuigen’ (koninges orkene), die met meerderheid van stemmen een oordeel vellen. Van deze bijzitters werd voortaan verwacht dat zij de waarheidsvinding meer centraal gingen stellen. De bekende sage van het tweegevecht tussen Karel en Radboud en de daarmee verbonden de sage van de twaalf asega's dienden daarom zijns inziens vooral om deze nieuwe rechtsorde te legitimeren.
In Westerlauwers Friesland gingen de grietmannen als voorzitter van het gerecht fungeren en namen ze ook de taken van de schout over. Grietmannen worden vermeld vanaf ongeveer 1280. Zij bleven tot de Franse tijd in functie.

## Holland
In Noord- en Zuid-Holland ten noorden van de Hollandse IJssel speelden asega's of azings nog lang een rol, met name in het familierecht en de lagere rechtspraak. In Amstelland fungeerden tot 1388 asega's in de rechtspraak. In het Rijnland lag de lagere rechtspraak tot in 16e eeuw in handen van schout, azing en bijzitters. Ook de heemraden van het waterschap werden bijgestaan door de azing. Het specifieke erfrecht, dat aasdomsrecht werd genoemd, bleef geldig tot 1599.

## Etymologie
Het woord asega heeft parallellen in het Oudnederlands (asege), Oudsaksisch (êosago) en Oudhoogduits (*ēwasago). Het betekent recht-spreker of voorspreker van de wetten, met de Oudfriese stam ā, êwa of êwe (ee, 'wet, recht') en sega ('zeggen'). Het woord ee was in de middeleeuwen wijdverbreid, bijvoorbeeld als de oude ee ('het oude verbond', dat is de wet Gods of ook wel de oude rechtsorde) en die kersten ee (het Christelijke geloof). Het komt nog voor in hedendaags Nederlands in het woord ega (echtgenoot). In de Heliand is de êosago de Bijbelse schriftgeleerde of doctor in de rechten (Latijn iudex of legislator, Oudnederlands *ēwonlērere), die de wetten van het oude verbond met God (then aldon êuua) handhaaft. Oudgermanisten hebben ook wel parallellen gezocht met de betiteling heidense goden (asen, Oudnoors Æsir).